# Leucomium strumosum
Leucomium strumosum là một loài Rêu trong họ Leucomiaceae. Loài này được (Hornsch.) Mitt. mô tả khoa học đầu tiên năm 1869.